# سیام پاراگون
سیام پاراگون (تایلندی: สยามพารากอน) یک بازار بزرگ خرید در بانکوک، تایلند است. این مکان به همراه آیکانسیام، سنترال ورلد و سنترال پلازا وست گیت یکی از بزرگ‌ترین مراکز خرید در تایلند است.
سیام پاراگون طیفی از فروشگاه‌ها و رستوران‌های ویژه را دربردارد و هم چنین شامل یک پردیس سینمایی (۱۵ سینما با صفحه نمایش بزرگ)، آکواریوم حیات دریایی دنیای اقیانوس بانکوک، یک سالن نمایشگاه، گالری هنر تای و یک سالن کنسرت اپرا است.